# Mil Mi-4
Mil Mi-4 (USAF oznaka"Type 36", NATO oznaka "Hound") , je bil sovjetski enomotorni transportni helikopter, ki se je uporabljal v vojaške in civilne namene. Poganjal ga je bencinski zvezdasti motor Švecov AŠ-62.
Mi-4 je bil razvit kot odgovor na ameriškega Sikorsky H-19, ki so ga američani uporabljali med Korejsko vojno. Oba helikopterja sta si podobna, je pa Mi-4 večji in lahko dvigne več tovora. 
Mi-4 so predstavili javnosti leta 1953. Naslednik Mi-4 je turbinsko gnani Mil Mi-8.

## Specifikacije (Mi-4A)
Podatki iz www.globalsecurity.org/military/world/russia/mi-4-specs.htm
Splošne karakteristike
- Posadka: 1 ali 2 pilota
- Število sedežev: 16 vojakov ali do 1600 kg tovora
- Dolžina: 16,80 m (55 ft 1.4 in)
- Premer rotorja: 21,00 m (68 ft 11 in)
- Višina: 4,40 m (14 ft 5 in)
- Površina rotorjev: 346,4 m² (3727 ft²)
- Teža praznega letala: 5100 kg (11220 lb)
- Naložena teža: 7150 kg (15730 lb)
- Maks. vzletna teža: 7550 kg (16610 lb)
- Pogon letala: 1 ×  radialni motor Švecov AŠ-82V, 1250 kW (1675 KM)

 Zmogljivost 
- Maks. hitrost: 185 km/h (116 mph)
- Doseg: 500 km (313 mi)
- Višina leta: 5500 m (18040 ft)
- Hitrost vzpenjanja: m/s (ft/min)
- Obremenitev rotorja: 41 kg/m² (8 lb/ft²)
- Razmerje moč/teža: 0,21 kW/kg (0,13 KM/lb)